# ایستگاه قطار شهری دانش‌آموز
ایستگاه قطار شهری دانش‌آموز هشتمین ایستگاه‌ خط ۱ قطار شهری مشهد است که در بلوار وکیل آباد، ابتدای بلوار دانش‌آموز قرار دارد.
از این ایستگاه ۷ خط اتوبوس‌رانی مشهد و حومه می‌گذرد.